# Emerson, Lake & Palmer (album)
Emerson, Lake & Palmer is het debuutalbum van de gelijknamige muziekgroep.
ELP ging al vrij snel na hun oprichting (april/mei 1970) in juli 1970 de geluidsstudio Advision te Londen in. Er was nog weinig nieuw muziekmateriaal om op te nemen en ook de tijd om een muziekproducent te zoeken was er eigenlijk niet; Greg Lake nam die taak dan maar op zich. Achter de knoppen zat wel een man, die in de (toen) nabije toekomst een famoes producent werd: Eddy Offord. De heren konden het goed met elkaar vinden , maar er was de nodige achterdocht ten aanzien van de composities die klaar lagen. De band mocht toch niet al te veel gaan lijken op The Nice (ex-band van Emerson) of King Crimson (ex-band van Lake). Het eerste nummer dat werd opgenomen was Take a Pebble, een nummer met toch een klassieke opbouw (ABCBA). Emerson wilde een deel van de Schilderijententoonstelling op de plaat hebben, maar dat werd afgekeurd het was nog niet geheel af. Emerson had echter stukken achter de hand die wel de goedkeuring konden wegdragen, maar er moest nog wel aan gewerkt worden. Emerson, toch actief in de klassieke muziek, leverde materiaal en Lake en Palmer werkten er verder aan. The Barbarian is gebaseerd op Béla Bartóks Allegro barbaro; Knife-Edge is gebaseerd op Leos Janaceks Sinfonietta. In datzelfde nummer komt ook een passage voorbij van Johan Sebastian Bachs Eerste Franse suite BWV 812. De groep vermeldde echter nergens de bronnen van hun werk.
Alle composities werden toegewezen aan  Emerson, Lake en Palmer, maar in elk stukje zit wel ergens een citaat van een klassiek componist verstopt. De heren wilden dan niet al te veel naar het verleden wijzen, doch Emersons klassieke inslag in elke track te horen, Lakes (bas-)gitaarspel lijkt erg op dat hem in King Crimson. Palmer houdt van verschuivingen in ritme, tempo en maatindelingen en deze zijn ook over het gehele album te horen. The Three Fates is een suite uit 3 delen, waarvan deel Clotho is gespeeld op het orgel van de Royal Festival Hall, de andere zijn pianostukken.
Van het album verscheen Lucky Man op single en dat werd een succes in de Verenigde Staten, Canada en Nederland. Het nummer werd gebruikt in de elfde aflevering (genaamd Million Dollar Maybe) van het 21ste seizoen van de Amerikaanse televisie-serie The Simpsons.
Het album haalde de 18e plaats in de Billboard Album Top 200. In Engeland haalde het de vierde plaats in 34 weken. In Nederland was er nog geen albumlijst.

## Musici
- Keith Emerson – toetsinstrumenten waaronder hammondorgel, pijporgel van Royal Festival Hall, piano, clavinet, moog-synthesizers
- Greg Lake – basgitaar, contrabas, cello, akoestische en elektrische gitaar, zang
- Carl Palmer – drums, percussie

## Muziek
| Nr. | Titel                            | Duur  |
| --- | -------------------------------- | ----- |
| 1.  | The Barbarian (Bartok, arr. ELP) | 4:27  |
| 2.  | Take a Pebble (Lake)             | 12:30 |
| 3.  | Knife-Edge (Janacek, arr. ELP)   | 5:04  |

| Nr. | Titel                                                 | Duur |
| --- | ----------------------------------------------------- | ---- |
| 1.  | The Three Fates (Clotho, Lachesis, Atropos) (Emerson) | 7:45 |
| 2.  | Tank (Palmer)                                         | 6:48 |
| 3.  | Lucky Man (Lake)                                      | 4:36 |

## Hoes
De hoes is een ontwerp van kunstenaar Nic Dartnell en laat een witte duif vliegen, de linkervleugel vormt echter de achterkant van het hoofd, waarvan linksonder nog het oor is te zien. Het hoofd is van de drummer van Spirit, Ed Cassidy. De hoes was dan ook voor die muziekgroep bedoeld, maar ELP was onder indruk en kocht de rechten over.
1. ↑  niet-geaccrediteerd